# УСМ Бліда
Уніон Спортів де ла медіна да Бліда або просто «УСМ Бліда» (араб. الاتحاد الرياضي لمدينة البليدة) — професіональний алжирський футбольний клуб з міста Бліда, який виступає в Алжирській Професіональній Лізі 1. Клуб засновано 16 червня 1932 року. УСМ Бліда — один з перших клубів, які були засновані в Алжирі. Команда має свою футбольну академію, в якій багато алжирських гравців навчалися футбольній майстерності, в тому числі Білал Зуані, Бубекеур Ребіх, Смаїл Дісс, Шемс Еддін. Всі гравці команди виступають у формі зеленого та білого кольорів. Команда ставала віце-чемпіоном Алжиру 2003 року та фіналістом національного кубку 1996 року. Тренує команду Юнес Іфтікен, домашні матчі клуб проводить на 35 000-тисячному стадіоні «імені Мустафи Тшакера», головними спонсорами УСМ Бліди є Joma та Неджима.

## Історія

### Заснування в 1932 році та перші роки існування клубу
Склад першого керівництва клубу в 1932 році  :
- Президент
  - Хамід Кассул
- Віце-президенти
  - Салах Зідам
  - Аїсса Дахман
  - Рабах Ель-Герс
  - Махмуд Укакі
- Генеральний секретар
  - Белькасім Бен Арбія
- Головний бухгальтер
  - Нуреддін Бутмак
- Спортивний директор
  - Ахмед Хуарі
- Тренер
  - Мохамед Імшаоден

Футбольний клуб УСМБ представляє регіон Бліда. Клуб був заснований до здобуття незалежності Алжиром і в той час мав назву УСМБ (Сортивний Союз Мусульман Бліди). Він розпочав свої виступи у Чемпіонаті Північної Африки та Кубку Північної Африки. Проте цей клуб не слід плутати з клубом УСМ Бліда (Юніон Атлетік Медіна Бліда), який було створено в 1980 році.

### 1932–1949
У 1932 році УСМ Бліда розпочав виступи в третьому дивізіоні чемпіонату Алжиру та був членом Французької Федерацією Аматорського Футболу (ФФАФ). Указом тодішнього генерал-губернатора П'єра Бордеса (з 1936 по 1937 рік) вимагав протягом 5 років, щоб у кожному мусульманському клубу було як мінімум по три громадянина Франції. 30 травня 1938 року УСМБ звертається до Першому дивізіоні чемпіонату Алжиру.
Сталося це завдяки тому що в сезоні 1937/1938 років клуб здобув перше місце у групі А Другого дивізіону чемпіонату Алжиру, а в матчі плей-оф за прав виходу до Першого дивізіону за сумою двох поєдинків з рахунком 4:0 переміг АС Делліс, хет-триком у другому матчі цього протистояння відзначився Омар Усіфі Нігро. Але у вересні 1937 року на стадіоні Буфарік з рахунком 1:3 зазнав поразки від ЕС Зеральда в першому раунді Кубку Північної Африки.
У 1945 році УСМ Бліда здобув Кубок Фальконі, перемігши спочатку в півфіналі Олімпік Хуссейн Дей, а в фіналі на «Міському стадіоні Алжиру» переміг місцевий Ред Стар (слід зазначити, що у Кубку Фальконі в той час брали участь виключно клуби з Алжиру, які виступали у будь-яких дивізіонах чемпіонату). Після такого досягнення керівництво Ліги пошани (найвищий футбольний дивізіон чемпіонату) тимчасово дозволило клубу виступати в ньому. Проте через скорочення кількості учасників дуже скоро клуб втратив своє місце в чемпіонаті та повернувся до Першого дивізіону.
У сезоні 1946/47 років УСМ Бліда виграв чемпіонат Першого дивізіону та випередив найближчого переслідувачі на сім очок. В тому сезоні вихід УСМ Бліди до найвищого дивізіону забезпечили перемоги над клубом європейців СС Бліда (6:1 та 4:0). В тому ж сезоні команда дійшла до 1/4 фіналу Кубку Північної Африки, де поступилася марокканському клубу Уніон Спортів Мароккан, при цьому в попередньому раунді УСМ Бліда здолала найсильніший на той час туніський клуб Хаммам Ліф.
У сезоні 1947/48 років клуб виступав у Лізі пошани та посів у ній 8-ме місце.

### 1950—1956
У сезоні 1950—51 років УСМ Бліда в Кубку Північної Африки зустрілася з іншим сильним клубо з Алжиру, УСМ Оран, і гості з Орану перемогли в тому матчі з рахунком 1:0. У 1952/53 та 1954 роках гравці команди, серед яких Юаю, Зурагі Зубір, Уссер, Хабату Смаїн Бракні Шалан, Хаджи, Себкауї, Мазуза, Буак, Бегга, Даман Мохтар грали на рівних з багатьма своїми суперниками. По завершенні сезону 1954/55 років у відповідь на заклик Національного фронту звільнення, УСМ Бліда припинив виступи у колоніальних змаганнях, а його гравці почали працювати на підпілля. Багато з них у цій боротьбі загинуло, в тому числі: Зурахі Зубір, Джакер Бакні та брати Ларрусі. Результат цієї війни був невідворотній, а вболівальники УСМ Бліди вже почали думати про відновлення. В серпні 1962 року на фоні загальної ейфорії Ель-Хуарі, Хаджи, Мадед, Адуз, Сіді Мусса та багато інших зробили спробу відродити клуб, після того як з 1955 року він бойкотував усі змагання та фактично припинив своє існування. Вони зупинили свій вибір на західній частині міста, на Муніципальному стадіоні в Алжирі. Цей вибір можна пояснити досить просто, за 7 років війни в країні стадіон був практично не ушкоджений.
В регіоні та Алжирі в цілому, які сильно постраждали від затяжної війни, УСМБ почав шукати підсилення для команди, але на їх шляху постала інша проблема, не лише значна кількість етнічних французів, але й мусульманські футболісти або загинули, або покинули територію країни, отож команда знайшла декількох гравців, серед яких було й двоє французького походження: Сарагосі (ФКБ) та Бальдо Ель-Харраш, які носило зелено-білу форму аж до завершення своєї кар'єри. Міський стадіон у цей час був повністю заповнений та навіть вібрував від голосів фанатів. Бліда перемогла в тому матчі з рахунком 4:1.
Після відновлення команди, вона спочатку розпочала свої виступи в Першому дивізіоні чемпіонату Алжиру, перш ніж розпочати виступи в найвищому дивізіоні. А вже через рік УСМ Бліда повертається до Ліги пошани. В цей час клуб перемагає своїх суперників з розгромними рахунками, такими як 8:0 та 11:0. Лідерами тієї команди були Сарагосі, Тітус, Бега, Шалан, Усер, Захран Мазуза, Бальдо, Гуераш.

### 1965–1975
У 1965 році команда дійшла до півфіналу Кубку Алжиру з футболу, де вона плступилася клубу «ЕСМ Мостаганемуа».
Врешті-решт в 1967 році «УСМ Бліда» вилетів до нижчого дивізіону. Кілька гравців та головний тренер Мазуза покинули клуб.
Чотири роки по тому, «УСМБ» виграв чемпіонат другого дивізіону у групі «Середній Захід» і протистояв переможцю групи «Центр» другого дивізіону УС Хелз. У цьому двоматчевому протистоянні розігрувалася єдина путівка до найвищого дивізіону чемпіонату Алжиру. Два матчі мали відбутися на нейтральних полях: перший — в Тізі-Узу, другий — в Мілані (не варто плутати з Міланом). По ходу першого матчу УСМ Бліда на чолі з Хосні Джиллалі на останніх хвилинах зустрічі зрівняла рахунок завдяки голу Келлала. У Мілані, через п'ятнадцять днів, Аклі Брахімі потрапив до лікарні в Алжирі. Тренер Мазуза пізніше повернувся до клубу, який згодом запросив таких відомих гравців як Аллілі, Саадан, Аклі Бентуркі, Селамі, Бензохра, Келлал, Мокадем та Берруан.

### 1972–1992
З моменту свого першого сезону в Національній Лізі А, «УСМ Бліда» входить до числа найкращих клубів країни. У наступному році, клуб виходить до півфіналу Кубку Алжиру, де зустрічається з непереможним на той час «УСМ Алжир», у матчі з яким зазнав поразки.
У 1977 році з реалізацією реформи спорту та націоналізації спортивних клубів, «УСМ Бліда» був перейменований в НРБ. Кількість уболівальників на трибунах постійно зменшувалася, а інтерес до клубу поступово згасав.
Мешканець міста та колишній спортсмен Сельмі Джилалі, всіляко підтримував та заохочував гравців клубу, а тренер клубу Хамід Баша поступово побудував сильну та досвідчену команду. «УСМ Бліда» після декількох років занепаду стала автором сенсації, після перемоги над Булугін НАХД в Кубку Алжиру. У 1982 році клуб вже виступав у регіональних змаганнях. Ситуація покращується з появою на посту президента клубу Абдуллаха Керраша. Вже в сезоні 1986/87 років клуб виступає в другому дивізіоні національного чемпіонату, а в сезоні 1991/92 років УСМБ виступає вже в Першому дивізіоні.

### 1992—наш час
Протягом сезону 1992/93 років УСМ Бліда був серед лідерів Першого дивізіону та до останнього боровся за підвищення у класі. Але в матчі останнього туру проти СА Бетна та втратив цю можливість. У алжирській пресі ходили звинувачення у тому, що цей матч мав договірний характер.
В середині 90-их років команда займала переважно місця в середині турнірної таблиці.
У 1996 році команда дійшла до фіналу Кубку Алжиру, але у фінальному матчі на стадіоні «5 липня» поступилася у додковому часі МК Оран з рахунком 0:1.
УСМ Бліда вмлетів до Другого дивізіону за підсумками сезону 1995/96 років, але вже наступного сезону здобув право повернутися до елітного дивізіону, але в сезонні 1997/98 років команда знову повинна була покинути перший дивізіон, проте інший конкурент клубу знявся зі змагань, тож УСМ Бліда продовжив свої виступи.
На початку XXI століття УСМ Бліда займав місця в нижній або середній частині турнірної таблиці національного чемпіонату. Виключенням у цьому списку є сезон 2002/03 років, коли УСМ Бліда став віце-чемпіоном країни. В сезоні 2013/14 років клуб вилетів до першого дивізіону, але вже в наступному сезону став переможцем групи «Центр» Другого дивізіону та повернувся до еліти алжирських футбольних змагань. В національному кубку також команда не досягла особливих успіхів, в цей період найкращим досягненням клубу в кубку став вихід до 1/2 фіналу турніру в сезоні 2001/02 років, де УСМБ поступилися МК Орану.

## Досягнення
- Алжирська Професіональна Ліга 1
  -  Срібний призер (1): 2003
  -  Бронзовий призер (3): 1995
- Алжирська Професіональна Ліга 2
  -  Чемпіон (3): 1972, 1992, 2015
  -  Срібний призер (2): 1988, 1997
- Кубок Алжиру
  -  Фіналіст (1): 1996

## Відомі гравці
Легіонери
- Аваду Мусса
- Вілфрід Ендзанга
- Конгю Жуд Верню
- Бутабут Мансур
- Масаду Хассан
- Обіакор Огочукву Ікечукву
- Нкеме Арем Марсельєн
- Таль Амаду Тідіан
- Марселу Гонсалвіш ді Олівейра
- Езекієль Н'Дюассель
- Таль Мамаду
- Траоре Аруна

Колишні капітани
- Рабах Саадан
- Реда Зуані
- Біллал Зуані
- Дісс Смаїл
- Лунес Гауауї
- Мустафа Меліка

## Відомі тренери
| Дата               | Ім'я                                           | Нац.  |
| ------------------ | ---------------------------------------------- | ----- |
| 1932 - 1935        | Мохаммед Імшауден                              | Алжир |
| 1935 - 1936        | Мохамед Шербі                                  | Алжир |
| 1936 - 19??        | Хассен                                         | Алжир |
| 1945 - 1947        | Хакен Кермуш                                   | Алжир |
| 1947 - 1948        | Омар Укіфі                                     | Алжир |
| 1948 - 1949        | Махмуд Белькесс                                | Алжир |
| 1949 - 1953        | Хеліфа                                         | Алжир |
| 1953 - 1956        | Смаїл Хабатуа                                  | Алжир |
| 1962 - 1966        | Смаїл Хабатуа                                  | Алжир |
| 1968 - 1973        | Абделькадер Мазуз                              | Алжир |
| 1973 - 1974        | Буак Бенаїсса                                  | Алжир |
| 1974 - 1975        |                                                | Алжир |
| 1975 - 1976        |                                                | Алжир |
| 1976 - 1977        | Смаїл Хабатуа                                  | Алжир |
| 1977 - 1978        |                                                | Алжир |
| 1978 - 1979        |                                                | Алжир |
| 1979 - 1980        | Насреддін Аклі                                 | Алжир |
| 1980 - 1981        |                                                | Алжир |
| 1981 - 1982        |                                                | Алжир |
| 1982 - 1983        |                                                | Алжир |
| 1983 - 1983        |                                                | Алжир |
| 1984 - 1984        |                                                | Алжир |
| 1985 - 1986        | Фарід Алілі та Насреддін Аклі                  | Алжир |
| 1986 - 1987        |                                                | Алжир |
| 1987 - 1988        | Рашид Хаджи та Хамуд Ауйссет                   | Алжир |
| 1988 - 1989        |                                                | Алжир |
| 1989 - 1990        |                                                | Алжир |
| 1990 - 1991        |                                                | Алжир |
| 1991 - 1992        | Ель-Хаді Бентуркі                              | Алжир |
| 1992               | Шенафі                                         | Алжир |
| 1993               | Абдельазіз Сафсафі                             | Алжир |
| 1993 - 1994        | Ахмед Ешуф та Бельабед                         | Алжир |
| 1994 - 1995        | Ахмед Ешуф Насреддін Аклі та Мохамед Касі-Саїд | Алжир |
| 1995 - 1996        | Белабед та Ахмед Ешуф                          | Алжир |
| 1996 - 1997        | Мезіан Ігіл                                    | Алжир |
| 1997 - 1998        | Мезіан Ігіл та Ахмед Ешуф                      | Алжир |
| 1998 - 1999        | Нуреддін Сааді Ахмед Ешуф та Ларіш             | Алжир |
| 1999 - січень 2000 | Насреддін Аклі                                 | Алжир |

| Дата                           | Ім'я               | Нац.       |
| ------------------------------ | ------------------ | ---------- |
| січень 2000 - липень 2001      | Камель Муасса      | Алжир      |
| вересень 2001 - липень 2002    | Саїд Хадж Мансур   | Палестина  |
| серпень 2002 - листопад 2003   | Юнес Іфтікен       | Алжир      |
| листопад 2003 - липень 2004    | Дан Ангелеску      | Румунія    |
| липень 2004 - листопад 2004    | Рашид Буарата      | Алжир      |
| листопад 2004 - квітень 2005   | Дан Ангелеску      | Румунія    |
| квітень 2005 - травень 2005    | Насреддін Аклі     | Алжир      |
| серпень 2005 - жовтень 2005    | Рубім              | Бразилія   |
| листопад 2005                  | Фуад Буалі         | Алжир      |
| листопад 2005 - червень 2007   | Камель Мусса       | Алжир      |
| червень 2007 - грудень 2007    | Камель Зане        | Алжир      |
| грудень 2007 - червень 2008    | Юнес Іфтікен       | Алжир      |
| червень 2008 - жовтень 2008    | Абделькадер Амрані | Алжир      |
| листопад 2008                  | Хосін Абдельазіз   | Алжир      |
| листопад 2008 - березень 2009  | Саїд Хаммуш        | Алжир      |
| березень 2009 - липень 2009    | Ель Хаді Хеззар    | Алжир      |
| серпень 2009                   | Мануель Фернандеш  | Португалія |
| серпень 2009 - березень 2010   | Камель Мусса       | Алжир      |
| березень 2010 - листопад 2010  | Мохтар Ассас       | Алжир      |
| листопад 2010 - березень 2011  | Абделькадер Лаїш   | Алжир      |
| березень 2011 - червень 2011   | Юнес Іфтікен       | Алжир      |
| червень 2011 - жовтень 2011    | Абделькрім Лареш   | Алжир      |
| листопад 2011 - лютий 2012     | Резкі Амруш        | Алжир      |
| березень 2012 - червень 2012   | Салім Менад        | Алжир      |
| липень 2012 - листопад 2012    | Насреддін Аклі     | Алжир      |
| листопад 2012 - січень 2013    | Салім Менад        | Алжир      |
| січень 2013 - квітень 2013     | Камель Бухалал     | Алжир      |
| травень 2013 - жовтень 2013    | Юнес Іфтікен       | Алжир      |
| жовтень 2013 - червень 2014    | Мохамед Беншуія    | Алжир      |
| липень 2014 - червень 2015     | Камель Муасса      | Алжир      |
| 12 червня 2015 - 7 жовтня 2015 | Джамель Беншадлі   | Алжир      |

| Номер | Президенти           | Період                       |
| ----- | -------------------- | ---------------------------- |
| 1     | Карубі Бен Аїсса     | червень 1932 - листопад 1935 |
| 5     | Алі Руабах "Брахам"  | листопад 1935 - липень 1936  |
| 2     | ?                    | липень 1936-1953             |
| 3     | Доктор Хаджи Мустафа | 1953-1956                    |
| 4     | Доктор Хаджи Мустафа | 1962-1964                    |
| 5     | Абделькадер Абед     | 1964-1965                    |
| 6     | Доктор Хаджи Мустафа | 1965-1969                    |
| 7     | Рашид Озманетолба    |                              |
| 8     | Мустафа Менуар       |                              |
| 9     | Мохамед Шельха       |                              |
| 10    | Брахам Дайден        |                              |
| 11    | Рашид Озманетолба    |                              |

| Номер | Президенти        | Період    |
| ----- | ----------------- | --------- |
| 12    | Джиллалі Салімі   | 1981-1985 |
| 13    | Абдаллах Керраш   | 1985-1988 |
| 14    | Маамар Джегуагуен | 1989-1991 |
| 15    | Зубір Бендалі     | 1991-1994 |
| 16    | Мохамед Заїм (1)  | 1996-2004 |
| 17    | Мохамед Захаф     | 2004-2007 |
| 18    | Мустафа Феррухі   | 2007      |
| 19    | Мохамед Заїм (2)  | 2008-2014 |
| 20    | Мохамед Дуйден    | 2014-2015 |
| 21    | Хамід Фуфа        | 2015      |
| 22    | Ліес Зуауї        | 2015-     |

| Номер | Президенти           | Період                       |
| ----- | -------------------- | ---------------------------- |
| 1     | Карубі Бен Аїсса     | червень 1932 - листопад 1935 |
| 5     | Алі Руабах "Брахам"  | листопад 1935 - липень 1936  |
| 2     | ?                    | липень 1936-1953             |
| 3     | Доктор Хаджи Мустафа | 1953-1956                    |
| 4     | Доктор Хаджи Мустафа | 1962-1964                    |
| 5     | Абделькадер Абед     | 1964-1965                    |
| 6     | Доктор Хаджи Мустафа | 1965-1969                    |
| 7     | Рашид Озманетолба    |                              |
| 8     | Мустафа Менуар       |                              |
| 9     | Мохамед Шельха       |                              |
| 10    | Брахам Дайден        |                              |
| 11    | Рашид Озманетолба    |                              |

| Номер | Президенти        | Період    |
| ----- | ----------------- | --------- |
| 12    | Джиллалі Салімі   | 1981-1985 |
| 13    | Абдаллах Керраш   | 1985-1988 |
| 14    | Маамар Джегуагуен | 1989-1991 |
| 15    | Зубір Бендалі     | 1991-1994 |
| 16    | Мохамед Заїм (1)  | 1996-2004 |
| 17    | Мохамед Захаф     | 2004-2007 |
| 18    | Мустафа Феррухі   | 2007      |
| 19    | Мохамед Заїм (2)  | 2008-2014 |
| 20    | Мохамед Дуйден    | 2014-2015 |
| 21    | Хамід Фуфа        | 2015      |
| 22    | Ліес Зуауї        | 2015-     |